# Покровская церковь (Ржев)
Покро́вская це́рковь — храм Санкт-Петербургской и Тверской епархии Русской православной старообрядческой церкви, расположенный во Ржеве Тверской области. Построена в начале XX века на Князь-Дмитровской (ныне Красноармейской) стороне недалеко от места бывшей Покровской моленной на средства ржевских купцов и мещан.

## История
Церковь была заложена 23 апреля 1908 года. Проект выполнил архитектор Николай Мартьянов — автор ряда старообрядческих храмов в Московской губернии. 28 марта 1910 года храм освятил преосвященный Кирил, епископ Одесский и Балтский и временно Петербургский и Тверской. На колокольню были подняты 8 колоколов, причём самый большой весил свыше полутора тонн, иконостас был доставлен из Москвы. При храме действовала богадельня, а с 1908 года — также школа, где обучалось до 60 человек.
Во время репрессий служители церкви регулярно подвергались гонениям, а храму неоднократно угрожало закрытие. Богадельня была упразднена, а школа переведена в другое здание и сокращена по числу учеников. Несмотря на это, при каждой угрозе закрытия прихожанам удавалось отстоять церковь.
Во время немецкой оккупации в храме совершались богослужения. Перед отступлением немцев из города в заминированном храме были закрыты около 250 ржевитян — всё оставшееся в живых население Ржева. Утром 3 марта 1943 года отряд советских разведчиков освободил горожан. Этот день традиционно считается днём освобождения Ржева.
Интересно, что за время своего существования храм ни разу не был закрыт, причём долгое время после войны Покровская церковь оставалась единственным действующим храмом во Ржеве. Несмотря на то, что храм является старообрядческим, в советские годы его посещали все православные жители города.

## Архитектура и убранство

### Внешний вид
Здание церкви выполнено в русском стиле. С точки зрения архитектуры представляет собой кирпичную церковь на белокаменном цоколе. Объёмная композиция включает храм с полуциркульной апсидой, трапезную и трёхъярусную шатровую колокольню. Восьмерик второго яруса церкви завершен шатром с восьмигранным барабаном и луковичной главой, вокруг восьмерика по диагоналям поставлены глухие декоративные главки.

### Иконостас
Иконостас 1908 года сохранился полностью. Большинство икон представляет собой работы XIX—XX веков, среди которых большемерная икона «Страшный суд» (XVIII—XIX век), отмеченная в советские годы как представляющая большой музейный интерес, а также местный ряд иконостаса «Никола поясной», «Богоматерь Владимирская», «Богоматерь Оковецкая» с избранными святыми (в окладе), «Огненное восхождение Ильи».